# WIS2008
WIS2008은 World IT Show 2008의 약어로, 방송통신위원회와 지식경제부가 주최하여 2008년 6월 17일부터 6월 20일까지 서울특별시 강남구 삼성동 코엑스 전관에서 개최되었던 IT행사이다. WIS2008 행사는 OECD장관회의와 함께 개최되었으며, 250개 IT주요 기업이 참가하였다.